# Harriet Sansom Harris
Harriet Sansom Harris (Fort Worth, 8 de janeiro de 1955) é uma atriz americana.

## Filmografia

### Cinema
| Ano  | Título                          | Papel                 | Notas          |
| ---- | ------------------------------- | --------------------- | -------------- |
| 1993 | Addams Family Values            | Ellen Buckman         |                |
| 1994 | Quiz Show                       | Secretária de Enright |                |
| 1996 | Romeo + Juliet                  | Susan Santandiago     |                |
| 1998 | The Jungle Book: Mowgli's Story | Tartaruga / Rhesus    |                |
| 1998 | Show & Tell                     | Frances               |                |
| 2000 | Nurse Betty                     | Ellen                 |                |
| 2000 | Memento                         | Sra. Jankis           |                |
| 2001 | The One                         | Enfermeira Besson     |                |
| 2005 | Monster-in-Law                  | Terapeuta             |                |
| 2005 | Guilt                           | Sylvie                | Curta-metragem |
| 2009 | Moonlight Serenade              | Angelica Webster      |                |
| 2011 | Rampart                         | Stacy Cranston        |                |
| 2012 | The Shakespeare Olympics        | Annie Levater         | Curta-metragem |
| 2014 | Love Is Strange                 | Honey                 |                |
| 2016 | Her Last Will                   | Dina Cotton           |                |
| 2017 | Phantom Thread                  | Barbara Rose          |                |
| 2020 | Baby                            | Emakumea              |                |
| 2021 | Licorice Pizza                  | Mary Grady            |                |
| 2023 | Magazine Dreams                 | Patricia Waldron      |                |
| 2023 | Americana                       | Tish                  |                |
| 2023 | Jules                           | Sandy                 |                |

### Televisão
| Ano       | Título                                | Papel                       | Notas                                               |
| --------- | ------------------------------------- | --------------------------- | --------------------------------------------------- |
| 1983      | Another World                         | Cathy Harris                | Episódio: 20 de maio de 1983                        |
| 1989      | Doctor Doctor                         | Peggy Murtagh               | Episódio: "The Murtagh Conundrum"                   |
| 1989      | Highway to Heaven                     | Ruth Ann Kifer              | Episódio: "Merry Christmas from Grandpa"            |
| 1991–1992 | Law & Order                           | Sheila / Srta. Kenny        | 2 episódios                                         |
| 1991      | Golden Years                          | Francie Wil                 | 2 episódios                                         |
| 1992      | Fool's Fire                           | Lady Clarice                | Telefilme                                           |
| 1993      | Lifestories: Families in Crisis       | Cedall                      | Episódio: "Dead Drunk: The Kevin Tunell Story"      |
| 1993      | Dottie Gets Spanked                   | Mãe de Sharon               | Telefilme                                           |
| 1993–2004 | Frasier                               | Bebe Glazer                 | 11 episódios                                        |
| 1993      | The X-Files                           | Dra. Sally Kendrick / Eve 6 | Episódio: "Eve"                                     |
| 1993      | Gloria Vane                           | Thelma                      | Telefilme                                           |
| 1994      | Murphy Brown                          | Yvonne Bentley              | Episódio: "The Deal of the Art"                     |
| 1994      | The George Carlin Show                | Anya                        | Episódio: "George Helps Sydney"                     |
| 1994      | Good Advice                           | Marilyn                     | Episódio: "Brother, Can You Spare a Date?"          |
| 1994–1995 | The 5 Mrs. Buchanans                  | Vivian Buchanan             | 17 episódios                                        |
| 1994      | Monty                                 | Sra. King                   | Episódio: "Eggheads                                 |
| 1995-1996 | Space: Above and Beyond               | Embaixadora Diane Hayden    | 2 episódios                                         |
| 1995      | The Crew                              | Loretta                     | Episódio: "The Worst Noel"                          |
| 1996      | Sisters                               | Alam Klaus                  | Episódio: "A Sudden Change of Heart"                |
| 1996      | Chicago Hope                          | Sra. Holgren                | Episódio: "Women on the Verge"                      |
| 1996      | The Care and Handling of Roses        | Susan                       | Telefilme                                           |
| 1996      | Ellen                                 | Claire                      | Episódio: "Looking Out for Number One"              |
| 1997      | Friends 'Til the End                  | Sra. Boxer                  | Telefilme                                           |
| 1997      | Millennium                            | Maureen Murphy              | Episódio: "Loin Like a Hunting Flame"               |
| 1997-1998 | Union Square                          | Suzanne Barkley             | 14 episódios                                        |
| 1997      | Murder, She Wrote: South by Southwest | Millie Ogden                | Telefilme                                           |
| 1997      | Caroline in the City                  | Senhorita McGowan           | Episódio: "Caroline and the Desperate Cat"          |
| 1998      | The Practice                          | Autora Sra. Blake           | Episódio: "The Pursuit of Dignity"                  |
| 1998      | Ally McBeal                           | Cheryl Bonner               | Episódio: "Happy Birthday, Baby"                    |
| 1998      | Maggie                                | Irmã Anastasia              | Episódio: "If You Could See What I Hear"            |
| 1999-2000 | Stark Raving Mad                      | Audrey Radford              | 4 episódios                                         |
| 2000      | Diagnosis Murder                      | Marisa Parkhurst            | Episódio: "Too Many Cooks"                          |
| 2000      | Family Law                            | Lois Nelson                 | Episódio: "A Mother's Son"                          |
| 2000      | God, the Devil and Bob                | Martha Stewart              | Episódio: "The Devil's Birthday"                    |
| 2000      | Love & Money                          | Kiki Farrington             | 2 episódios                                         |
| 2000      | The Man Who Came to Dinner            | Maggie Cutler               | Telefilme                                           |
| 2001      | The Lot                               | Libby Wilson                | 3 episódios                                         |
| 2001      | The Beast                             | Sra. Sweeney                | 6 episódios                                         |
| 2002      | Six Feet Under                        | Catherine Collins           | Episódio: "In Place of Anger"                       |
| 2002      | Bram and Alice                        | Margaret O'Connor           | Episódio: "Alice Doesn't Live Here Anymore"         |
| 2003–2004 | It's All Relative                     | Audrey O'Neil               | 22 episódios                                        |
| 2004      | Quintuplets                           | Srta. Hentschel             | Episódio: "Shakespeare in Lust"                     |
| 2004      | CSI: Crime Scene Investigation        | Eva                         | Episódio: "What's Eating Gilbert Grissom?"          |
| 2005–2011 | Desperate Housewives                  | Felicia Tilman              | 28 episódios                                        |
| 2005      | Strong Medicine                       | Governadora Barbara Curtis  | Episódio: "It Takes a Clinic"                       |
| 2005      | Sex, Love & Secrets                   | Millie                      | Episódio: "Danger"                                  |
| 2006      | Help Me Help You                      | Mãe de Dave                 | Episódio: "Pink Freud"                              |
| 2006      | Ghost Whisperer                       | Marilyn Mandeville          | Episódio: "A Grave Matter"                          |
| 2006      | The Lost Room                         | Margaret Milne              | 2 episódios                                         |
| 2010      | American Dad!                         | Sra. Reagan                 | Episódio: "Return of the Bling"                     |
| 2011      | Shake It Up                           | Dra. Pepper                 | Episódio: "Shrink It Up"                            |
| 2012      | Robot and Monster                     | Bea Holder                  | Episódio: "Litterbug/Model Citizen"                 |
| 2014      | Submissions Only                      | Theresa Amesworth           | 3 episódios                                         |
| 2014      | Lifesaver                             | Liz Parmenter               | Telefilme                                           |
| 2014      | Wilfred                               | Lonnie Goldsmith            | 3 episódios                                         |
| 2016      | Supergirl                             | Sinead                      | Episódio: "Worlds Finest"                           |
| 2018      | American Horror Story: Apocalypse     | Madelyn                     | Episódio: "Sojourn"                                 |
| 2018      | Dynasty                               | Adriana                     | Episódio: "Queen of Cups"                           |
| 2020      | Hollywood                             | Eleanor Roosevelt           | Episódio: "(Screen) Tests"                          |
| 2020      | Ratched                               | Ingrid                      | 2 episódios                                         |
| 2020      | Atlantic Crossing                     | Eleanor Roosevelt           | 8 episódios                                         |
| 2022      | Hacks                                 | Susan                       | Episódio: "Retired"                                 |
| 2022      | Werewolf by Night                     | Verrusa                     | Telefilme                                           |
| 2022      | The Mysterious Benedict Society       | Rowena Two                  | Episódio: "A Two-Way Street"                        |
| 2023      | Shining Vale                          | Dra. Siferr                 | 3 episódios                                         |
| 2024      | Clipped                               | Justine                     | 5 episódios                                         |
| 2024      | Frasier                               | Bebe Glazer                 | Episódio: "The Squash Courtship of Freddy's Father" |
| 2024-2025 | The Agency: Central Intelligence      | Dra. Blake                  | 10 episódios                                        |
| 2025      | Long Bright River                     | Sra. Mahon                  | 5 episódios                                         |